# Let It Bleed
Let It Bleed este al optulea album britanic și al zecelea american al trupei rock The Rolling Stones, lansat în decembrie 1969 prin Decca Records în Regatul Unit și prin London Records în SUA. Lansat la puțin timp după turneul american din 1969 al formației, albumul este urmarea discului Beggars Banquet din 1968, fiind și ultimul material al grupului cu Brian Jones dar și primul cu Mick Taylor.

## Tracklist
1. "Gimme Shelter" (4:30)
2. "Love in Vain" (Robert Johnson) (4:19)
3. "Country Honk" (3:07)
4. "Live with Me" (3:33)
5. "Let It Bleed" (5:27)
6. "Midnight Rambler" (6:52)
7. "You Got the Silver" (2:50)
8. "Monkey Man" (4:11)
9. "You Can't Always Get What You Want" (7:30)

## Single-uri
- "You Can't Always Get What You Want" (1973)

## Componență
- Mick Jagger - solist vocal și voce de fundal, muzicuță pe "Gimme Shelter" și "Midnight Rambler"
- Keith Richards - chitară acustică și electrică, chitară bas pe "Live with Me", voce de fundal, solist vocal pe "You Got the Silver"
- Brian Jones - autoharpă pe "You Got the Silver", percuție pe "Midnight Rambler"
- Mick Taylor - chitară electrică pe "Live with Me"
- Charlie Watts - baterie (cu excepția "You Can't Always Get What You Want")
- Bill Wyman - chitară bas (cu excepția "Country Honk" și "Live with Me"), autoharpă pe "Let It Bleed", vibrafon pe "Monkey Man"

cu
- Ian Stewart - pian pe "Let It Bleed"